# Flaggen der malaysischen Staaten

Mond und Stern der Flagge Malaysias kommen in der Hälfte der hier beschriebenen Flaggen vor

Diese Liste der Flaggen der malaysischen Staaten gibt eine kurze Erläuterung der Flaggen der malaysischen Bundesstaaten und Territorien.

## Geschichte
Die Föderation Malaya wurde 1957 in die Unabhängigkeit entlassen. Es gab Pläne zur Ausdehnung der Föderation auch auf die noch unter britischer Herrschaft stehenden Gebiete Singapur, Sarawak, Brunei und Sabah. Diese wurden jedoch von Brunei 1962 zurückgewiesen. Als die Philippinen 1963 rechtliche Ansprüche auf Sabah geltend machten, wandten sie sich damit gegen den geplanten Staatenbund und reichten Klage beim Internationalen Gerichtshof ein.

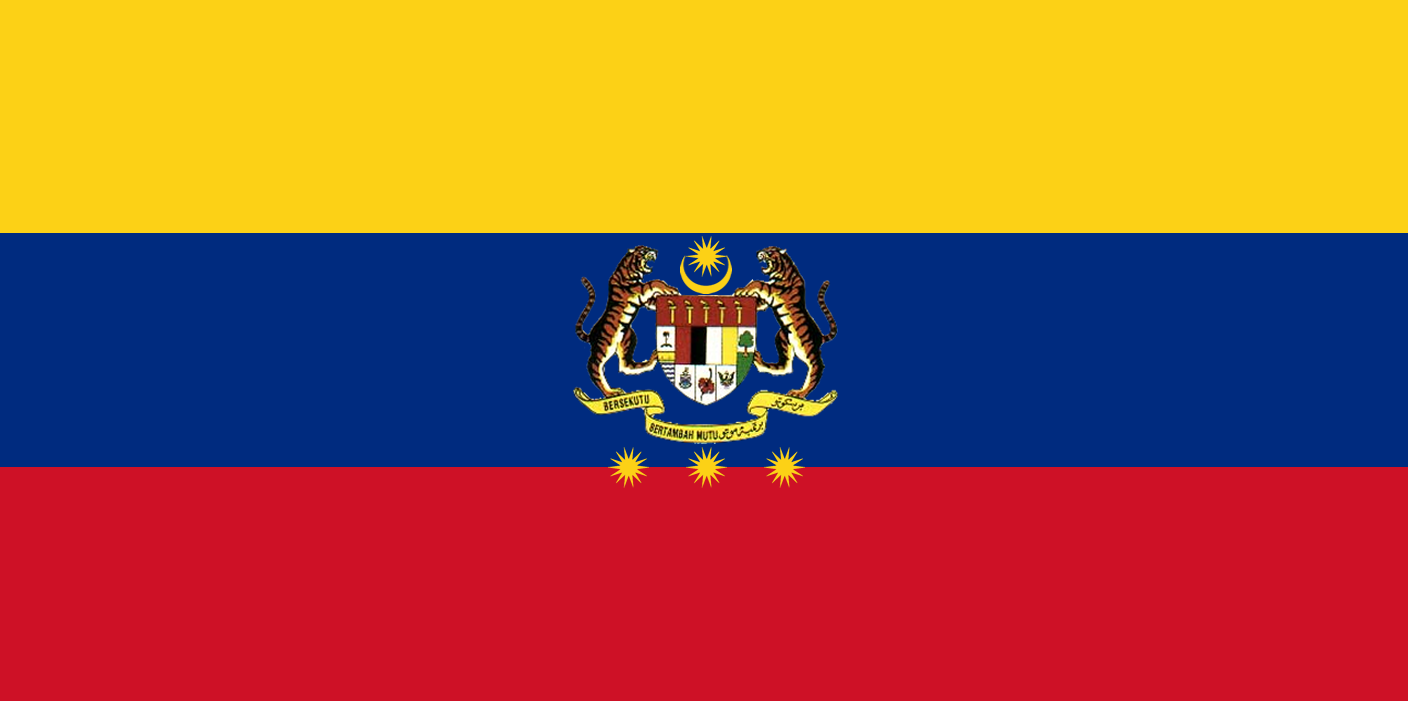
Gemeinsame Flagge der Bundesterritorien

1963 stellte sich auch Indonesien gegen die Eingliederung der auf der Insel Borneo liegenden Staaten Sarawak und Sabah in die vorgesehene Föderation, unterstützte die Philippinen in ihrem Anspruch und entsandte Freischärler in die betroffenen Gebiete. Die Föderation Malaya wurde dennoch durch Sarawak und Sabah sowie durch Singapur erweitert. Der neue Staatenbund erhielt den Namen Föderation Malaysia. Brunei blieb britisches Protektorat und wurde 1984 unabhängig.
Die Tatsache, dass jeder Bundesstaat und jedes Bundesterritorium eigene Hoheitszeichen hat, unterstreicht ihre Autonomie innerhalb der Föderation. Die drei Bundesterritorien haben außerdem noch eine zusätzliche gemeinsame Flagge.

## Liste
| Lage                              | Flagge                            | Erläuterungen |
| Bundesstaaten (Malakka-Halbinsel) | Bundesstaaten (Malakka-Halbinsel) | Bundesstaaten (Malakka-Halbinsel) |
| --------------------------------- | --------------------------------- | --- |
|                                   |                                   | Johor, JHR, früher Johore (Dschohor; Jawi: جوهور, übersetzt: Wertvolle Steine) ist der südlichste Bundesstaat. Johor war ursprünglich ein Teil des Sultanats Lingga und verwendete dessen schwarze Flagge. 1871 wurde die neue Flagge eingeführt, die die islamische Symbolik Halbmond und Stern zeigt. In der Gestaltung lehnte man sich an das britische System an. Das blaue Feld in der Flagge steht für die Verwaltung, die rote Gösch für die Hulabalang-Kriegerkaste, der Halbmond und der Stern für den Herrscher. |
|                                   |                                   | Kedah, KDH, (Jawi: قدح, früher auch Queda) liegt an der Westküste der malaiischen Halbinsel an der Andamanensee. Im Norden grenzt Kedah an Thailand. Zu Kedah gehört auch die Inselgruppe Langkawi. Das Rot in der Flagge könnte möglicherweise auf die Flagge von Siam zurückgehen. Rot ist jetzt die traditionelle Farbe Kedahs, die gelben Ähren im Staatswappen symbolisieren Wohlstand, der grüne Halbmond den Islam und der Schild Souveränität. |
|                                   |                                   | Kelantan, KTN, (auch Kalantan; Jawi: كلنتن) im Norden der Malaiischen Halbinsel wird als Wiege der malaiischen Kultur angesehen. Als Kelantan sich 1832 von Siam löste, wurde eine einfarbige weiße Flagge verwendet, die bis 1912 beibehalten wurde. 1923 wurde die heutige Flagge eingeführt. Sie zeigt ein rotes Flaggentuch mit einem weißen Halbmond und Stern, ein Hinweis auf den Islam. Daneben befinden sich weiße Fackeln und Speere. Das Rot geht möglicherweise auf die Flagge von Siam zurück. Es soll die Aufrichtigkeit des Volkes symbolisieren.                                                                                                 |
|                                   |                                   | Malakka, MLK, (Jawi: ملاك) ist der drittkleinste Bundesstaat und befindet sich an der südöstlichen Küste der Malaiischen Halbinsel an der Straße von Malakka, auf halber Strecke zwischen Kuala Lumpur und Singapur. Die Farben der Flagge entstammen der Föderationsflagge. Halbmond und Stern symbolisieren den Islam. Rot und Weiß sind die malaiischen Nationalfarben, Gelb steht für den Staat selbst, Blau erinnert an den britischen Einfluss. |
|                                   |                                   | Negeri Sembilan, NSN, (in Jawi: نڬري سمبيلن „Neun Staaten“) befindet sich an der Westküste der Malaiischen Halbinsel. Der Name kommt von den neun früheren Einzelstaaten oder „Nagari“, die von den Minangkabau besiedelt wurden. Negeri Sembilan verwendete anfänglich eine einfarbige rote Flagge. Erst zu Beginn des 20. Jahrhunderts nahm Negeri Sembilan eine einfarbige gelbe Flagge mit einer schwarz-roten Oberecke an. Die heutige Flagge spiegelt die Machtstruktur wider. Gelb steht für den Herrscher, das schwarze Dreieck den Distrikt des Herrschers und das rote Dreieck für das Volk.                                                           |
|                                   |                                   | Pahang, PHG, (Jawi: ڤهڠ) ist der größte Bundesstaat auf der malaiischen Halbinsel. Im 18. und 19. Jahrhundert war Pahang vom Sultanat Linnga abhängig und verwendete dessen schwarze Flagge, ergänzt sie jedoch um einen weißen Streifen am Liek. 1887 erklärte sich der zum Sultan von Linnga unabhängig und nahm eine weiße Flagge an, denn Weiß steht in den meisten malaiischen Staaten für die Macht des Sultans. 1903 nahm Pahang die heutige Flagge an. Das Weiß der Flagge steht für den Herrscher, weil Weiß zu jeder anderen Farbe wechseln kann. Schwarz wiederum steht für das standhafte Volk.                                                      |
|                                   |                                   | Penang, PNG, (Pulau Pinang; Jawi: بينانج) ist eine Insel, zu der noch ein Küstenstreifen der malaiischen Halbinsel gehört. Das Blau der Flagge steht für das blaue Meer und die Inseln des Bundesstaates. Weiß steht für Frieden und die Gelassenheit des Staates und Gelb für den Wohlstand. Der Baum ist eine Pinang- oder Betelnusspalme, nach der der Staat benannt ist. |
|                                   |                                   | Perak, PRK, (Jawi: ڤيرق; dt. Silber) ist einer der größten Bundesstaaten von Malaysia. Er ist von Bedeutung, weil sich hier die weltgrößten Zinnvorkommen befinden. Im 17. Jahrhundert war Perak vom Sultanat Aceh abhängig und verwendete wahrscheinlich dessen rote Flagge. Mit dem wachsenden Einfluss Großbritanniens nahm Perak im 19. Jahrhundert die neue Flagge mit den drei waagerechte Streifen an, die bewusst die Farben der höchsten Würdenträger verbindet: Weiß ist die Farbe des Sultans, Gelb die Farbe des Temenggong, Schwarz wiederum ist die Farbe des Bendahara. Beide sind Angehörige der königlichen Familie und Berater des Herrschers. |
|                                   |                                   | Perlis, PLS, (Jawi: ﭬﺮليس) eigentlich Perlis Indera Kayangan, ist der nordwestlichste und kleinste Bundesstaat. Wahrscheinlich verwendete das Sultanat Perlis ursprünglich ebenfalls eine einfarbige rote Flagge, wie die anderen Sultanate die unter dem Einfluss des Sultanats Aceh standen. Die heutige Flagge stammt wohl aus dem 19. Jahrhundert und symbolisiert die Zusammenarbeit des Herrschers (gelb) mit dem Volk (blau). |
|                                   |                                   | Der an der Westküste der malaiischen Halbinsel gelegene Bundesstaat Selangor, SGR, (Jawi: سلاڠور) mit Port Klang, dem größten malaysische Überseehafen umgibt die Bundesterritorien Kuala Lumpur und Putrajaya. In der Flagge stehen Gelb und Rot für Fleisch und Blut, aus deren Kombination die Kraft des Staates erwächst. Stern, Halbmond und die Farbe Weiß stehen für die Reinheit des Islam. Die vier Quartiere stehen für die vier Distrikte, die früher selbstständige Sultanate waren. |
|                                   |                                   | Terengganu, TRG, (Jawi: ترڠڬانو) befindet sich in der Nähe der thailändischen Grenze. Die zu dem Staat gehörenden Perhentian-Inseln und Redang liegen im Golf von Thailand, mit dem Terengganu eine 225 Kilometer lange Küstenlinie hat. Terengganu war ursprünglich ein Teil Siams. Als es sich 1832 von Siam löste, wurde eine einfarbige weiße Flagge verwendet. Später wurde die Flagge schwarz, und nur das erste Drittel am Flaggenmast blieb als weißer Streifen. Die Flagge zeigt mit dem weißen Rand, dass der Herrscher für Wohlfahrt und Schutz des Volkes (schwarz) zuständig ist. Stern und Halbmond stehen für den Islam.                          |
| Bundesstaaten (Borneo)            |                                   | |
|                                   |                                   | Sabah, SBH, (Jawi: سابه; von arab. الصباح / aṣ-ṣabāḥ / ‚der Morgen‘) ist der kleinere der beiden Teilstaaten von Ostmalaysia auf der Insel Borneo. Sabah wurde früher, aufgrund seiner Lage unterhalb des Taifungürtels auch „Land unter dem Wind“ genannt. Die Flagge ist gestreift mit einem eisblauen Obereck, in dem sich die königsblaue Silhouette des Kinabalu-Berges befindet. Zirkonblau steht für Friede, Eisblau für Einheit, Königsblau für Zusammenarbeit und Kraft. Weiß symbolisiert Reinheit und Gerechtigkeit und Chili-Rot Tapferkeit. Zusammen stehen die fünf Farben für die fünf Distrikte des Staates, dessen Symbol der Kinabalu ist.     |
|                                   |                                   | Sarawak, SRW, Jawi: سراوق, befindet sich auf der Insel Borneo und ist neben Sabah die zweite Provinz, die Ostmalaysia ausmachen. Die aktuelle Flagge ersetzte im Jahr 1988 eine Flagge, die der tschechoslowakischen ähnelte. Gelb steht für Gesetz und Ordnung sowie für Einheit und Stabilität. Die neun Zacken des Sterns stehen für die neun Bezirke. Schwarz symbolisiert die Bodenschätze und Rot die Arbeit des Volkes zur Schaffung eines vorbildlichen Staates. |
| Bundesterritorien                 |                                   | |
|                                   |                                   | Kuala Lumpur, KUL, (dt. „schlammige Flussmündung“; Jawi: كوالا لومڤور) ist die größte Stadt und zugleich auch administratives, kulturelles und ökonomisches Zentrum. Von den meisten Bewohnern wird die Stadt einfach „KL“ genannt. Die Flagge Kuala Lumpurs zeigt die Symbolik der Flagge Malaysias: vierzehn weiße und rote Streifen, das Blau, den gelben Halbmond und den gelben vierzehnzackigen Stern. Daran ist zu erkennen, dass es sich um ein Bundesterritorium handelt. |
|                                   |                                   | Labuan, LBN, Jawi: لابوان, umfasst eine 75 km² große Insel und sechs kleinere Inseln vor der Küste von Sabah. Das Bundesterritorium ist als Offshore-Finanzzentrum bekannt. Die politische Zugehörigkeit ist zwischen Brunei und Sabah umstritten, was vermutlich dazu führte, dass es den Status eines Bundesterritoriums erhielt. Die Flagge Labuans zeigt die Symbolik der Bundesflagge, deren Farben Rot, Blau und Weiß und den gelben Halbmond mit Stern, der ebenfalls vierzehn Zacken hat. Daran ist zu erkennen, dass es sich um ein Bundesterritorium und nicht um einen Bundesstaat handelt.                                                           |
|                                   |                                   | Putrajaya, PJY, (Jawi: ڤوتراجاي; früher Prang Besar) ist das neue Verwaltungszentrum Malaysias und neben Kuala Lumpur und Labuan eines der Bundesterritorien. Es hat seinen Namen vom ersten Premierminister Malaysias, Tunku Abdul Rahman Putra. Die Flagge Putrajayas wurde anlässlich der Einrichtung des Bundesterritoriums im Jahr 1995 eingeführt, und zeigt drei senkrechte Streifen in den Farben Blau, Gelb und Blau. Der gelbe Mittelstreifen ist doppelt so breit und führt in der Mitte das Wappen Malaysias. |